# Askira/Uba
Askira/Uba est une zone de gouvernement local de l'État de Borno au Nigeria,.